# Rue du Château (Asnières-sur-Seine)
Pour les articles homonymes, voir Rue du Château.
La rue du Château est une voie historique de la ville d'Asnières-sur-Seine.

## Situation et accès
Allant du sud-ouest au nord-est, elle croise la rue Gallieni, la rue Jean-Dussourd, la rue Duchenay, la rue Gambetta et la rue Marceau-Delorme.
Sa desserte se fait par la gare d'Asnières-sur-Seine.

## Origine du nom
Le nom de cette rue provient du château d'Asnières. Elle s'appelait autrefois rue du Président-Wilson.

## Historique
Elle a été tracée entre le château du marquis Voyer d'Argenson et le parc, morcelé en 1845.

## Bâtiments remarquables et lieux de mémoire
- Parc Voyer-d'Argenson.

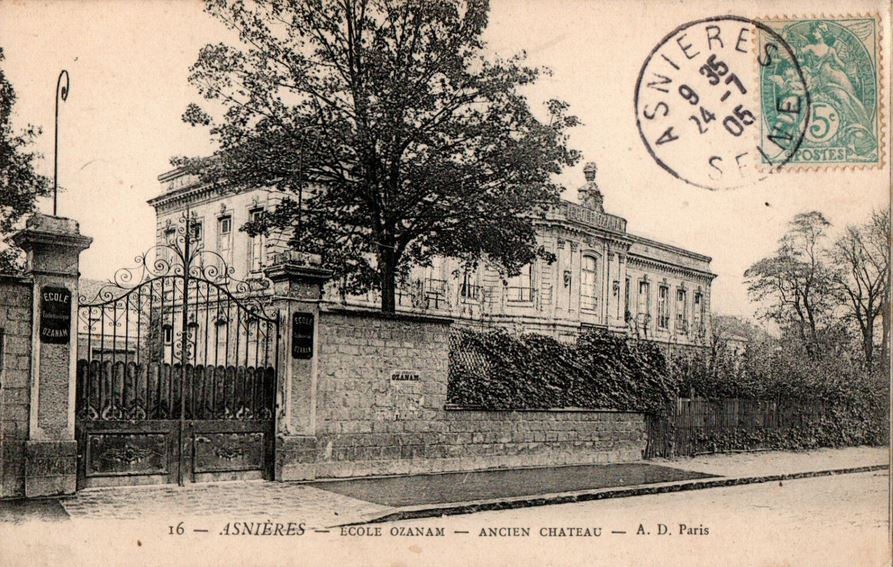
École Ozanam et l'ancien château.

- Au no 89, le château d'Asnières, construit en 1750[3]. L'École Ozanam, devenue Institut Sainte-Agnès y fut établie de 1889 à 1913[4].
- Au no 94, ancien hôtel particulier construit en 1886 par les architectes A. Goddart  et Alfred Léonard, pour Vital Pouget, bookmaker auvergnat[5]. Il fut racheté par la ville en 1929 pour être transformé en centre de transfusion sanguine et en dispensaire. Il fut finalement détruit en 1980 pour être remplacé par un centre de protection maternelle et infantile[6].
- Le dessinateur Georges Lafosse y est mort en 1880.
- Quelques bâtisses datant de la fin du XIXe siècle et du début du XXe siècle sont inscrites à l'inventaire général du patrimoine culturel[7],[8],[9].